# 田中聖
田中 聖（、1985年11月5日 -）は、日本の男性歌手、俳優、タレント。2013年までジャニーズ事務所に所属し、在籍中はKAT-TUNのメンバーであった。2014年から2017年にかけてバンド「INKT」のメンバーとして活動していた。

## 来歴
千葉県柏市出身。2001年にKAT-TUNのメンバーに選ばれ、2006年3月22日にCDデビュー。同グループでは、JOKER名義でラップを担当した。
2013年9月30日、ジャニーズ事務所から「度重なるルール違反行為があった」として専属契約を解除され、KAT-TUNを脱退することとなった。田中本人は「今後もタレント活動を続けたい」とした。2014年3月に行われた第6回沖縄国際映画祭で、専属契約解除以来久しぶりに公の場に姿を見せた。同年10月1日には、5人組バンド・INKTの一員としての活動を始めると発表した。しかし、大麻取締法違反での逮捕（後述）を受け、2017年9月1日にINKTを解散した。
2017年12月31日、千葉県・柏PALOOZAにて開催されたイベント『Knock Out Kashiwa Idiot』にて歌手活動を再開。その後、数々の音楽イベントに出演を重ね、2019年2月には初の単独での全国ツアー『Tanaka Koki presents Easter TOUR2019』を開催。
2019年10月から2度目となる全国ツアー「KOKI TANAKA Pre. LOUDER TOUR」を開催。
2020年1月5日、YouTubeで田中家ch【田中聖】を開設。
2021年10月3日、地元千葉県柏市にて田中聖×SNAZZY TUNES presents「無礼男-Bremen-」を開催。
2021年11月18日、ABEMA（動画配信サービス）の企画「朝倉未来にストリートファイトで勝ったら1000万円」の挑戦者となることが発表されたが、対戦当日の20日になってけがのため欠場することが明らかにされた。11月25日、この件に関してSNS上に誹謗中傷が寄せられているとして、法的手段を検討していることを明らかにした。

## 不祥事

### 大麻所持の疑い（2017年5月）
2017年5月24日、東京都渋谷区の路上で大麻を所持していたとして、大麻取締法違反で地元警察に現行犯逮捕され、INKTや個人活動を休止した。尿検査では大麻の陽性反応が出たが、6月7日、東京地方検察庁は処分保留で釈放し、任意捜査に切り替えた。大麻の使用について禁止規定及び罰則が設けられていないこと、逮捕時に乗っていた車が親族名義で乗降者の絞り込みが困難だったこと、車内から見つかった乾燥大麻がごく微量だったことが影響したとみられている。2017年6月30日、東京地方検察庁は証拠不十分で不起訴処分とした。

### 覚醒剤の所持と使用（2022年2月）
2022年2月24日、同年1月30日に愛知県名古屋市内のホテルで覚醒剤を所持していたとして、地元警察に覚醒剤取締法違反容疑で逮捕された。逮捕後の尿検査では覚醒剤の陽性反応が出ていた。警察の調べに対し「わからない」と容疑を否認。逮捕の報道に知人や関係者からは落胆の声が相次いだ。2月26日、送検。当初は容疑を否認していたが、一転して「自分の物です」と覚醒剤の所持を認め、3月17日、覚醒剤取締法違反（所持）の罪で起訴された。同日、覚醒剤取締法違反（使用、所持）と医薬品、医療機器等の品質、有効性及び安全性の確保等に関する法律（薬機法）違反（指定薬物所持）の容疑で再逮捕。3月25日、覚醒剤取締法違反（使用、所持）と医薬品医療機器法違反の罪で追起訴され、同日、勾留先の愛知県中警察署から保釈された。

#### 一審
2022年6月20日、名古屋地方裁判所から懲役1年8月、執行猶予3年を言い渡された。

#### 控訴審
2023年1月24日、名古屋高等裁判所で覚醒剤取締法違反（使用、所持）などの罪の控訴審の初公判が行われ、弁護側は量刑不当を訴え、検察側は控訴棄却を求め、即日結審した。
2023年3月14日、名古屋高等裁判所は一審判決を支持し、田中側の控訴は棄却された。3月24日、田中側は判決を不服として最高裁に上告した。

#### 上告審
最高裁第1小法廷は2023年6月21日付の決定で上告を棄却し、懲役1年8月、執行猶予3年とした一審の名古屋地裁と二審の名古屋高裁の判決が確定することになった。

### 覚醒剤の所持と使用（2022年6月）
2022年6月29日（名古屋地裁の判決から9日後）、千葉県柏市において覚醒剤所持の現行犯で地元警察に逮捕された。7月4日には名古屋地裁の判決を不服として控訴した。同月20日、覚醒剤取締法違反（所持）の罪で起訴された。同日、覚醒剤取締法違反（使用）の疑い（6月中旬ごろから6月29日までの間、千葉県内またはその周辺で覚醒剤を使用した疑い）で再逮捕され、7月29日、覚醒剤取締法違反（使用）の罪で追起訴された。8月1日、弁護人が保釈を請求したが、2日付で却下された。17日に再び保釈を請求したが、18日付で却下された。25日に3度目の請求で保釈を認められ、9月2日に保釈保証金600万円を納付して勾留先の千葉県柏警察署から保釈された。9月22日、千葉地方裁判所松戸支部で初公判が行われ、田中は起訴事実を認めた。11月29日の第3回公判の論告では検察側が田中に余罪があるため結審には応じられないとして、求刑などが示されず閉廷し、12月の判決期日も取り消された。

#### 一審
2023年2月27日、千葉地方裁判所松戸支部から懲役1年4月の実刑を言い渡された。同日、田中側は判決を不服として控訴した。翌28日に保釈保証金300万円を納付して拘留先の松戸拘置支所から保釈された。

#### 控訴審
2023年7月5日、控訴審が東京高裁で開かれ、出廷した田中は薬物依存などからの回復を支援する施設で生活するとともに、従業員として在籍していることを明かし、芸能界復帰は一切考えていないと述べた。2023年9月12日、東京高裁は懲役1年4月とした一審判決を破棄し、懲役1年を言い渡した。田中側は上告した。

#### 上告審
2023年12月13日付で最高裁は上告を棄却。懲役1年の実刑とした二審の東京高裁判決が確定する。この実刑確定に伴って名古屋市での事案の執行猶予が取り消されるため、刑期は合わせて懲役2年8月となる。

### 恐喝の疑い（2021年6月）
2022年11月29日、薬物依存治療のため入院していた千葉県千葉市の病院で、京都府伏見警察署により恐喝の疑いで逮捕された。2021年6月に知人女性に現金10万円を振り込むよう迫り、1万円を脅し取った疑い。6度目の逮捕となる。12月26日、京都地検は恐喝容疑について不起訴とした。

### 指定薬物所持の疑い（2023年11月）
上告審中の2023年11月18日、東京都港区六本木の路上で警察官の職務質問を受け、所持品から指定薬物のTHCHを含むリキッドが発見。2024年2月16日に薬機法違反（指定薬物所持）の疑いで警視庁麻布警察署から書類送検された。同月29日、東京地検は不起訴処分とした。

## 人物
5人兄弟の次男。弟は、三男の田中彪が俳優、四男の田中樹がアイドルグループ・SixTONESで芸能活動をしている。また、田中主演の映画『カラフル』には三男の田中彪、テレビドラマ『特急田中3号』には四男の田中樹と五男の田中彗（）が出演した。田中彗は2017年の夏の甲子園大会に投手として出場している。また、いとこにモデルの塚本愛梨がいる。
小学生の時に空手を習っていた。
絵を描くことを得意とし、田中のYouTubeチャンネル（動画配信サイト）やTwitter（マイクロブログ）ではイラストを見ることが出来る。

## 出演
単独出演のみ。グループでの出演はKAT-TUN#出演を参照。

### テレビドラマ
- 天使が消えた街（2000年4月12日 - 6月28日、日本テレビ） - 川島聖 役
- マッハブイロクbig大作戦!（2000年6月29日、フジテレビ）
- エイジ（2000年、NHK） - 主演・高橋栄司 役
- ネバーランド（2001年7月6日 - 9月14日、TBS）- 岩槻茂久 役
- 金田一少年の事件簿 吸血鬼伝説殺人事件（2005年、日本テレビ） - 高橋 役
- ドラマ・コンプレックス「たくさんの愛をありがとう」（2006年、日本テレビ） - 吉村良太 役
- マイ☆ボス マイ☆ヒーロー[60]（2006年7月8日 - 9月16日、日本テレビ） - 真鍋和弥 役
- たったひとつの恋[61]（2006年10月14日 - 12月16日、日本テレビ） - 草野甲 役
- 新春スペシャルドラマ「白虎隊」（2007年1月6日 - 7日、テレビ朝日） - 篠田儀三郎 役[62]
- 特急田中3号（2007年4月13日 - 6月22日、TBS） - 主演・田中一郎 役[63]
- 必殺仕事人シリーズ（テレビ朝日・朝日放送） - 仕立て屋の匳 役
  - 必殺仕事人2009（2009年4月24日 - 6月26日）[64]
  - 必殺仕事人2010（2010年7月10日）[65]
  - 必殺仕事人2012（2012年2月19日）[66]
  - 必殺仕事人2013（2013年2月17日）[67]
- 離婚シンドローム（2010年6月30日、日本テレビ）小林明 役[68]
- 大奥〜誕生［有功・家光篇］（2012年10月12日 - 12月14日、TBS） - 玉栄 役[69]

### 映画
- カラフル（2000年、NHKエンタープライズ） - 主演[63]・小林真 役
- 大奥〜永遠〜［右衛門佐・綱吉篇］（2012年） - 玉栄 役
- サンブンノイチ（2014年、角川） - 小島一徳（コジ）役[70]

### バラエティ番組
- YOUたち!（日本テレビ）[71]
- 爆笑 大日本アカン警察 ※準レギュラーとして不定期出演[72]
- 田村淳の地上波ではダメ!絶対!（BSスカパー、2016年7月21日放送分。抜き打ち薬物検査を受けて身の潔白を証明した）

### 舞台
- ブロードウェイミュージカルBig〜夢はかなう〜（2000年）
- くるみ割り人形（2002年）
- OLD Maid-JOKER（2021年4月21日 - 25日）主演 - コウキ役

### 動画サイト
- 【ノンラビ】ノンストップラビット
  - 『【コラボ】田中聖にサイコパス診断をやらせたら問題発言連発でヤバすぎた【都市伝説】【やりすぎ都市伝説】【心霊】』（2020年）
  - 『【コラボ】意味がわかると怖い話を田中聖としたらヤバすぎる過去が明らかに。【都市伝説】【やりすぎ都市伝説】【心霊】』（2020年）

### ミュージックビデオ
- Non Stop Rabbit「偏見じゃん」（アルバム『爆誕 -BAKUTAN-』収録、2020年、ポニーキャニオン） - 主演・バンドマン役[73]

## 作品

### ソロ曲
- Make U Wet（KAT-TUN 2作目のアルバム『cartoon KAT-TUN II You』に収録）
- PARASITE（KAT-TUN 7作目のシングル「DON'T U EVER STOP」初回限定盤2に収録）
- I DON'T MISS U（KAT-TUN 12作目のシングル「Going!」初回限定盤2に収録）
- PIERROT（KAT-TUN 4作目のアルバム『Break the Records -by you & for you-』に収録）
- MAKE U WET 〜CHAPTER 2〜（KAT-TUN 5作目のアルバム『NO MORE PAIИ」に収録）
- DANGEROUS CAT 〜MAKE ME WET〜（KAT-TUN 6作目のアルバム『CHAIN』に収録）
- BLACK OR WHITE（KAT-TUN 19作目のシングル「不滅のスクラム」に収録）
- Round and Round（両A面シングル Round and Round / end of begin（タワーレコード限定）に収録）
- end of begin（両A面シングル Round and Round / end of begin（タワーレコード限定）に収録）
- 2U（自主制作シングル KOKI / JOKERに収録）
- Oh yeah〜Chapter 3〜（自主制作シングル KOKI / JOKERに収録）

### アルバム
- Easter（2019年1月23日発売）
- LOUDER（2019年10月2日発売）

### 参加作品
- ONE ON ONE（田中聖 & 中丸雄一、KAT-TUNの1作目のアルバム『Best of KAT-TUN」に収録）
- GIRLS（NTT presented by Junnosuke Taguchi、KAT-TUNの13作目のシングル「CHANGE UR WORLD」初回限定盤2に収録）

### CD化していない曲
2004年
- REAL7（ライブコンサート『KAT-TUN Live 海賊帆』）

2005年
- King of HipHop road.R-16〜to baby〜（ライブコンサート『Looking KAT-TUN 2005ing』にて披露）

2006年
- SHORTY（ライブコンサート『Live of KAT-TUN “Real Face”』）

2008年
- I DON'T MISS U(シングルカットされる前の初期バージョンは、ミュージカル『DREAM BOYS』にて披露）

2011年
- ANARCHIST（2011年7月8日放送の『ザ少年倶楽部』にて披露）

### 作詞
KAT-TUN所属時は「JOKER」名義、INKT所属時は「KOKI」名義。ほか上記ソロ曲の一部は「田中聖」名義で作詞している。

### 出版
- 田中聖 10845（2015年7月15日、宝島社）ISBN 978-4800244307